# مهرأباد (خورخورة)
مهرأباد (بالفارسية: مهرآباد) هي قرية تقع في إيران في قسم خورخورة الريفي. يقدر عدد سكانها بـ 164 نسمة .